# Lago di Baratz
Il lago di Baratz è l'unico bacino naturale della Sardegna. È situato vicino a Porto Ferro e alla borgata di Baratz, nel comune di Sassari, vicino alla frazione di Villa Assunta e di Santa Maria La Palma nel comune di Alghero. Costituisce il SIC Lago Baratz - Porto Ferro ITB011155.

## Geografia
Il lago di Baratz si trova nel territorio del comune di Sassari, a 30 km dal centro della città, 20 da Alghero e poco più di un chilometro in linea d'aria dalla riva del mare. Il lago si è formato a seguito dello sbarramento, da parte di una duna sabbiosa, delle valli fluviali dell'attuale rio dei Giunchi e del rio proveniente da Cuili Puddighinu. Pur non avendo emissari, la profondità massima del lago non cresce oltre il livello attuale a causa della permeabilità della duna sabbiosa. Nel corso degli anni la profondità del lago è variata notevolmente passando dai livelli massimi degli anni sessanta (14 metri) fino ai minimi degli anni settanta (5 metri), dovuti a prelievi idrici per l'agricoltura. Attualmente il livello del lago (6,5 metri) desta preoccupazione soprattutto per la scarsità dei fenomeni piovosi degli ultimi anni.

## Flora e fauna
Tra le specie faunistiche più importanti: la testuggine d'acqua dolce (Emys orbicularis), la folaga (Fulica atra) e il germano reale (Anas platyrhynchos).
Tra le specie ittiche alloctone sono stati introdotti il pesce gatto nero (Ameiurus melas) che rappresentano un notevole elemento di disturbo per il resto dell'ittiofauna, essendo dei voraci predatori.
Il lago è circondato da una rigogliosa pineta ricca di macchia mediterranea, tra cui abbondano il corbezzolo, la fillirea, il cisto, il rosmarino, il mirto, la lavanda, oltre a numerose specie di orchidee selvatiche.

## Storia
Il bacino di Baratz era già popolato nell'Ottocento in connessione con lo sviluppo dell'adiacente zona mineraria dell'Argentiera. È accertata, anche, l'esistenza, fin dall'epoca, di attività agricole, e di allevamento, con dimensioni, in particolare già nella prima metà del Novecento, probabilmente non molto dissimili da quelle attuali. 
Nel secondo dopoguerra nella zona è stata avviata una bonifica agraria.
Nel corso della seconda guerra mondiale l'esercito tedesco pose alcune sue basi nella zona. Quando venne ordinata la ritirata, la fretta delle truppe era tale da non consentire il trasporto di tutto l'apparato bellico che includeva numerose bombe. Si decise di gettare tutto nel lago; la profondità delle acque nascose nella memoria degli abitanti della zona il ricordo di ciò sino a quando, a metà degli anni novanta, il livello non iniziò a scendere, riportando in superficie alcune delle bombe. Venne allora disposta una lunga e laboriosa opera di bonifica che condusse al recupero di centinaia di bombe di vario genere, un vero e proprio arsenale delle cui dimensioni nessuno aveva mai sospettato.

## Galleria d'immagini

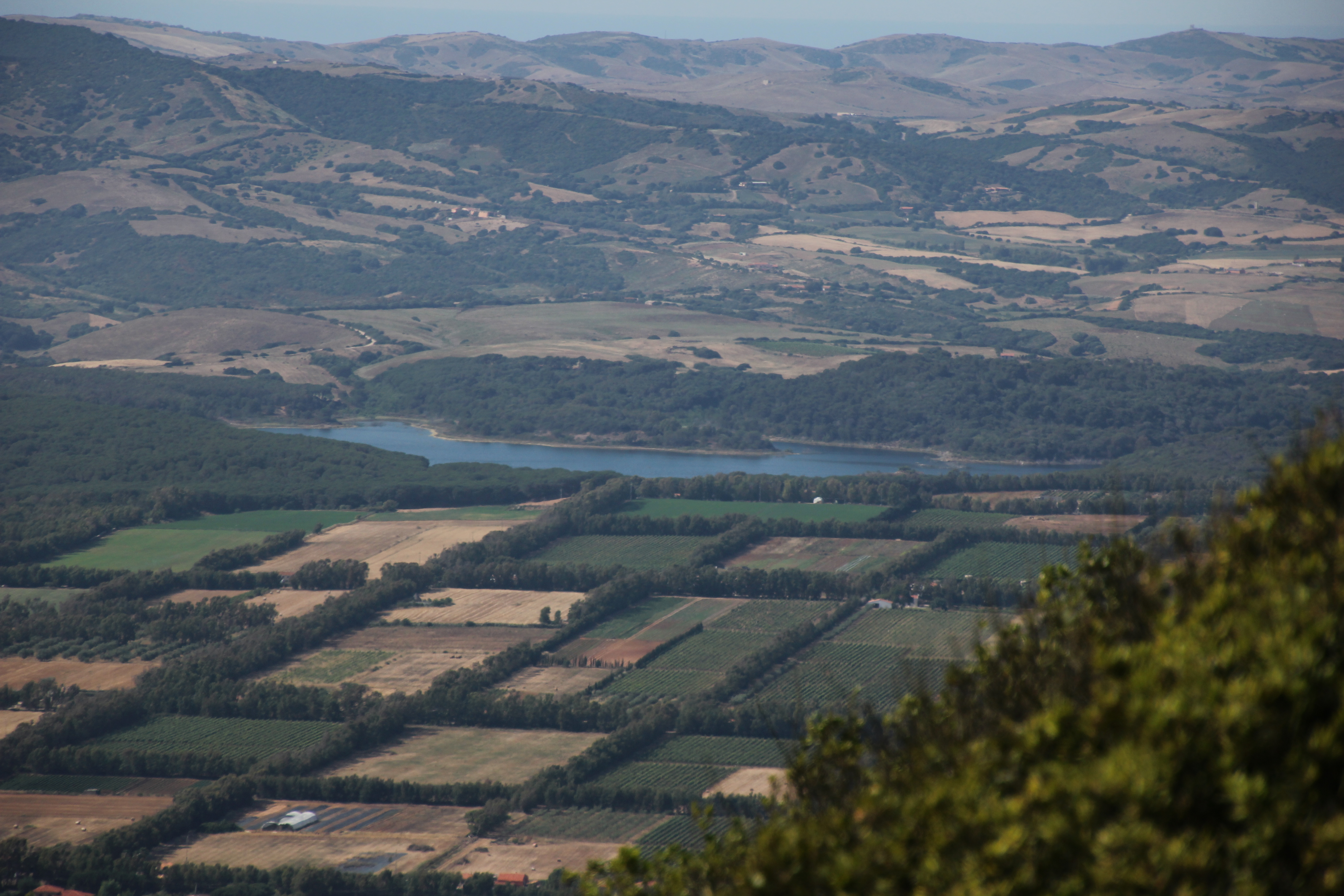
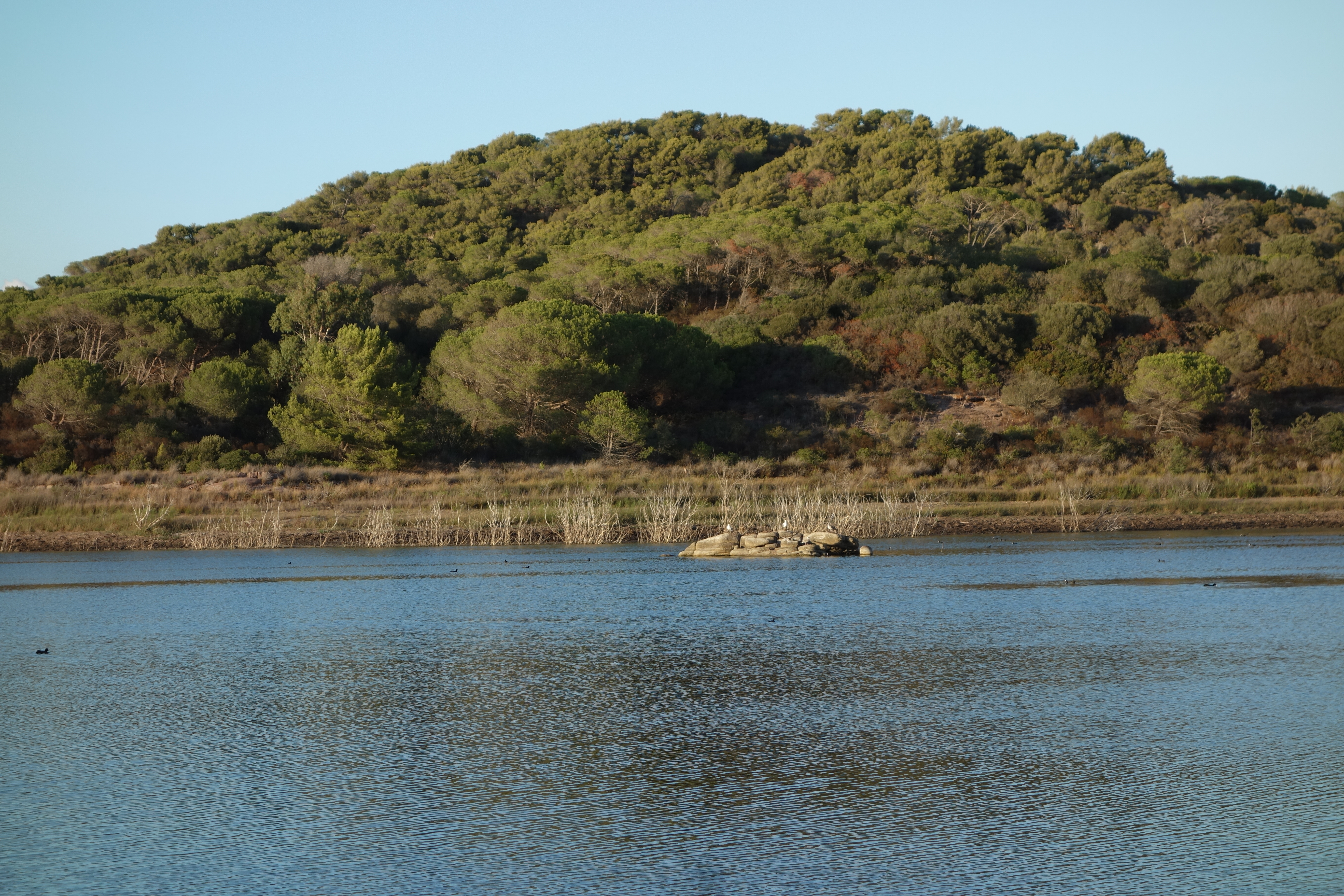
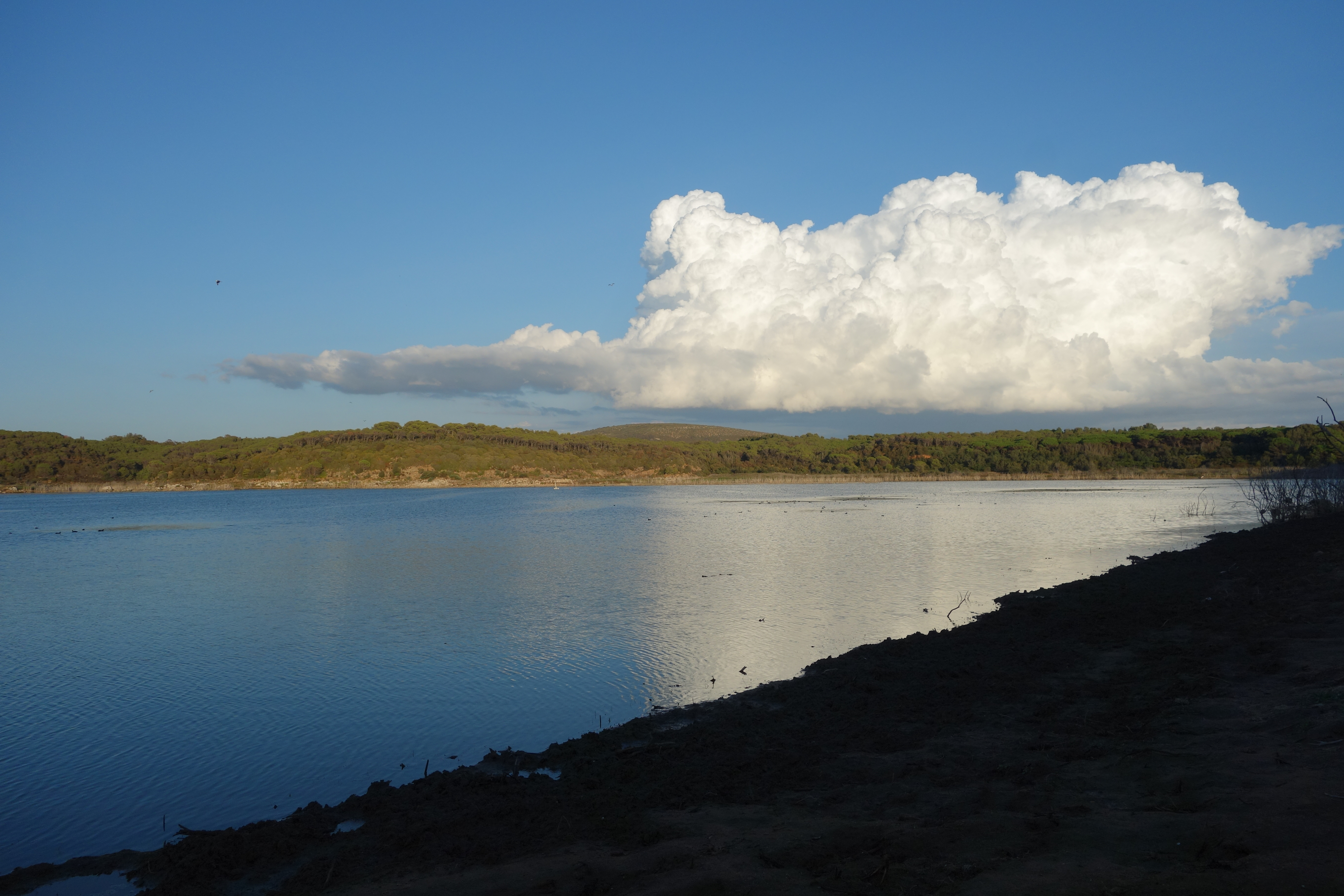
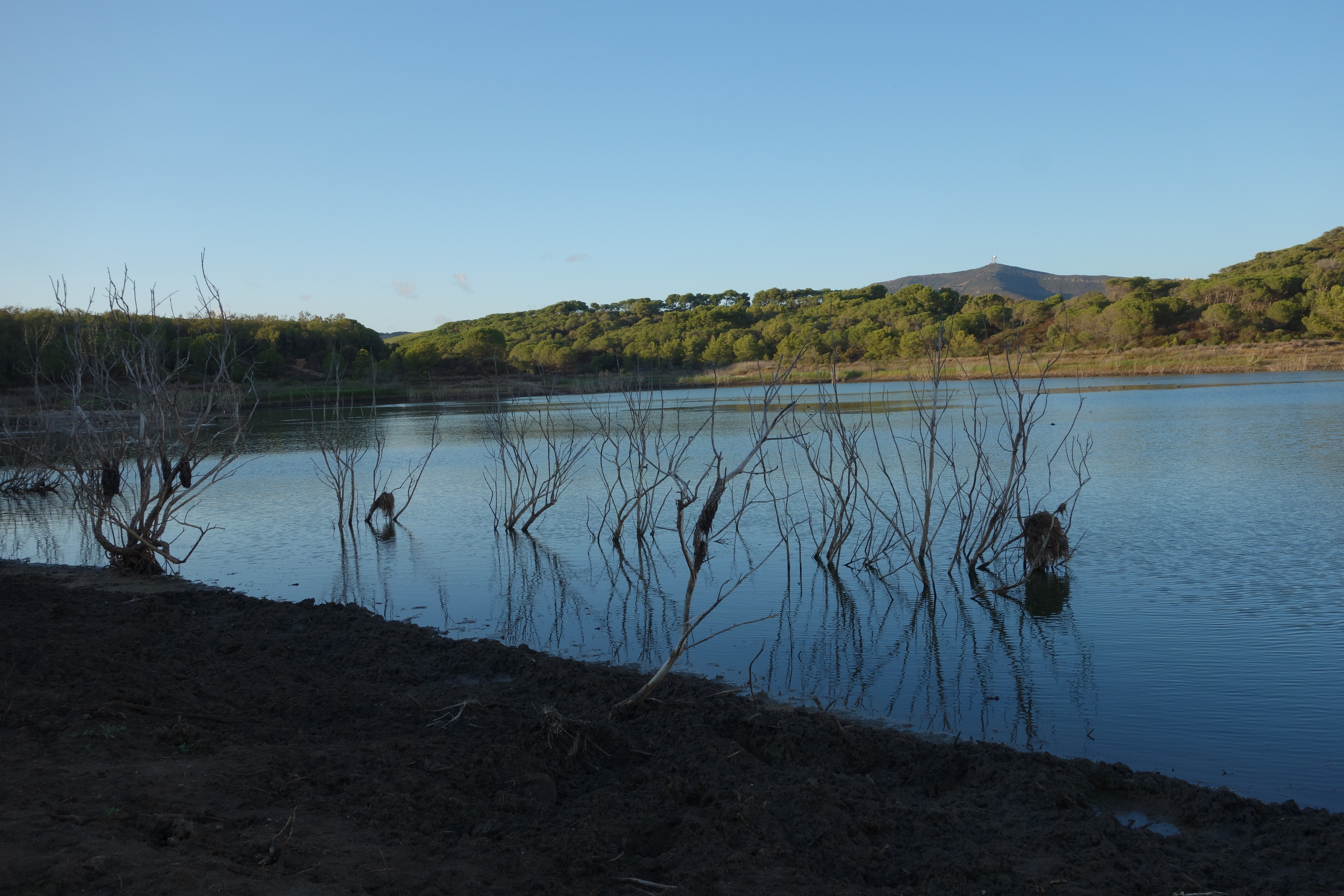